# Фролов Володимир Петрович
Володимир Петрович Фролов  (рос. Владимир Петрович Фролов; 6 лютого 1967, Ленінград, РРФСР — 10 березня 2022, Маріуполь, Україна) — російський військовик, генерал-майор (12 грудня 2019). Герой Російської Федерації.

## Біографія
Син ветерана Другої світової війни. В 1984/88 року — курсант сьогодні неіснуючого Свердловського вищого військово-політичного танково-артилерійського училища імені Леоніда Брежнєва. Протягом 30 років служив на командних посадах в різних підрозділах сухопутних військ. Закінчив Загальновійськову академію і Військову академію Генштабу. Учасник інтервенції в Сирію.
З 24 лютого 2022 року брав участь у вторгненні в Україну, заступник командувача 8-ї загальновійськової армії. Вбитий українським снайпером під час битви за Маріуполь. 16 квітня 2022 року похований на Серафимівському цвинтарі в Санкт-Петербурзі. У церемонії взяв участь губернатор Санкт-Петербурга Олександр Бєглов.

## Нагороди
Отримав численні нагороди, серед яких:
- Медаль «За бойові заслуги»
- Медаль «За військову доблесть» 2-го і 1-го ступеня
- Медаль «За відзнаку у військовій службі» 3-го, 2-го і 1-го ступеня (20 років)
- Медаль «За участь у військовому параді в День Перемоги» — нагороджений двічі.
- Медаль ордена «За заслуги перед Вітчизною» 2-го ступеня з мечами
- Орден «За військові заслуги»
- Звання «Герой Донецької Народної Республіки» (посмертно)
- Звання «Герой Російської Федерації» (23 грудня 2023, посмертно) — «за мужність і героїзм, проявлені під час виконання військового обов'язку.» 22 лютого 2024 року медаль «Золота зірка» була передана рідним Фролова губернатором Санкт-Петербургу Олександром Бєгловим.